# Zhao Erxun
Zhao Erxun (7 juli 1844 – 3 september 1927) was een hoge Chinese bestuurder tijdens de nadagen van de Qing-dynastie en de beginperiode van de republiek China. Hij was gouverneur-generaal van de provincie Sichuan en van de drie noordoostelijke provincies in Mantsjoerije. Vanaf 1914 was hij hoofd van het 'Bureau voor de geschiedenis van de Qing' en zo verantwoordelijk voor de samenstelling van het Ontwerp voor een geschiedenis van de Qing. 

## Afkomst
Zhao Erxun was afkomstig uit Tieling in de toenmalige provincie Fentien (de huidige provincie Liaoning). Hij was een Han-Chinees en kwam uit een vooraanstaande familie van ambtenaren die tot de Chinese blauwe vendel behoorde en oorspronkelijk uit Mantsjoerije kwam. Zijn vader was Zhao Wenying (趙文穎), die in de provincie Shandong achtereenvolgens districtsmagistraat (zhixian, 知縣) was van Mengyin (蒙陰), Yangxin (陽信), Shanghe (商河) en Yanggu (陽穀), waar hij omkwam tijdens de Taipingopstand. 
Zhao Erxun had drie broers, twee van hen, Zhao Erzhen (趙爾震, 1842-1899) en Zhao Ercui (趙爾萃, 1851-1917) waren, net als Zhao Erxun zelf jinshi, dragers van de hoogste graad die binnen het stelsel van ambtenarenexamens kon worden behaald. Een derde broer, Zhao Erfeng (1845-1911) bracht Kham onder direct Chinees gezag en was gouverneur-generaal van Sichuan, maar werd tijdens de revolutie van 1911 om het leven gebracht.
Zhao Erxun volgde traditioneel onderwijs, behaalde in 1867 de graad van juren en die van jinshi in 1874, met het recht om lid te worden van de Hanlin-academie.

## Loopbaan tijdens het Keizerrijk
Zhao Erxun doorliep een ambtelijke loopbaan. In 1882 werd hij provinciaal censor en in 1887 prefect van Shiqian in de provincie Guizhou. Daarna volgden benoemingen tot provinciaal rechter (anchashi, 按察使) in Anhui en in 1898 tot luitenant-gouverneur (buzhengshi, 布政使) van Xinjiang. Na de dood van zijn moeder in 1899 hield Zhao een driejarige rouwperiode. In 1902 werd hij gouverneur (xunfu, 巡撫) van de provincie Shanxi en in 1903 van de provincie Hunan. In 1904 werd hij naar het noordoosten gestuurd als Generaal van Moekden. In maart 1907 volgde een benoeming tot gouverneur-generaal van Sichuan, waar zijn broer Zhao Erfeng sinds 6 maart van dat jaar interim gouverneur-generaal was. Tot  een daadwerkelijke aanvaarding kon het niet komen. Zhao Erxun kon Moekden niet verlaten wegens een politieke reorganisatie aan het keizerlijke hof gedurende de zomermaanden. In plaats daarvan werd hij op 5 september 1907 benoemd tot gouverneur-generaal van Huguang, de gecombineerde provincies Hunan en Hubei. Hij werd zo de opvolger van Zhang Zhidong. Op 6 maart 1908 werd Zhao Erxun opnieuw benoemd tot gouverneur-generaal van Sichuan, nu kon hij daar (op 16 juni van dat jaar) daadwerkelijk aantreden. In april 1911 keerde Zhao Erxun weer terug naar Mantsjoerije, nu om daar gouverneur-generaal van de drie noordoostelijke provincies te worden. Zijn broer Zhao Erfeng werd opnieuw benoemd tot gouverneur-generaal van Sichuan en zou dat blijven tot hij daar enkele maanden later, in december 1911 werd gedood door republikeinse opstandelingen.
In de nasleep van die Xinhairevolutie (1911) braken er ook opstanden uit in Mantsjoerije. Met steun van de legermacht van Zhang Zuolin wist Zhao een poging van opstandelingen om de macht in Mantsjoerije over te nemen te verhinderen en kon zo zijn positie in Moekden behouden. Na het uitroepen van de republiek in 1912 werd Zhao provinciaal militair gouverneur (tutuh) van Fengtian (Moekden). Hij trad echter af, net als veel andere oud-Qingfunctionarissen dat deden. Eind 1912 vestigde hij zich als ambteloos burger in Qingdao.

## Loopbaan tijdens de Republiek
In maart 1914 werd Zhao door president Yuan Shikai benoemd tot hoofd van het het 'Bureau voor de geschiedenis van de Qing' (Qingshi guan, 清史館), dat was opgericht om een dynastieke geschiedenis van van de Qing-dynastie samen te stellen. Binnen de traditie van de officiële dynastieke geschiedenissen wilde Yuan Shikai hiermee aantonen dat hij de legitieme opvolger van de Qing-dynastie was. Na de plotselinge dood van Yuan Shikai in 1916 kwam het Bureau in financiële problemen. Zhao Erxun wist fondsen te verwerven van Wu Peifu (吳佩孚, 1874-1939) en Zhang Zuolin, krijgsheren die rond Peking de macht uitoefenden. Toen het noordelijk expeditieleger van Chiang Kai-shek op het punt stond Peking in te nemen, besloot Zhao Erxin in 1927 versneld over te gaan tot publicatie. Hij noemde het werk een Ontwerp voor een geschiedenis van de Qing en benoemde Yuan Jinkai (1870-1947, 袁金鎧), een naaste medewerker uit zijn tijd in Mantsjoerije, tot zijn opvolger. Hij moest toezien op de uiteindelijke publicatie.

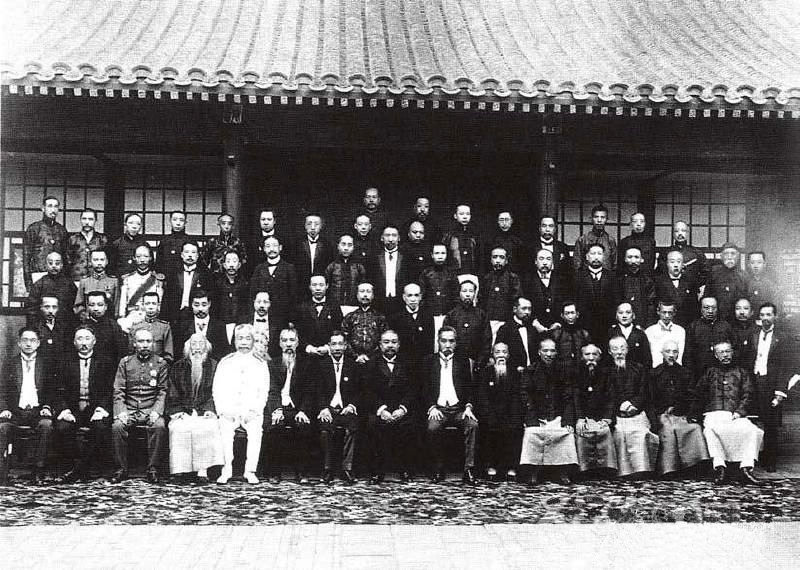
Groepsfoto gemaakt op 12 juni 1914 bij de opening van de Politieke Raad van de Republiek China. Zhao Erxun zit in de eerste rij, vierde van rechts.

De hechte band van Zhao Erxun met Yuan Shikai bleek verder toen Yuan bij zijn voorbereidingen om tot keizer te worden geproclameerd, hem in december 1915 samen met Xu Shichang, Li Jingxi en Zhang Jian de eretitel Vier vrienden van Songshan (Songshan siyou) verleende. In 1917 bij en nieuwe poging het keizerrijk te herstellen, nu door Zhang Xun, werd Zhao aangezocht als adviseur van de Kroonraad. In 1925 werd hij voorzitter van de Voorlopige Senaat. In 1926, toen troepen van Zhang Zuolin Peking naderden, wist hij de orde en rust in die stad te handhaven. Zhao stierf in Peking op 3 september 1927.
Zhao Erxun had één zoon, Zhao Tianci (趙天賜), die was getrouwd met een dochter van krijgsheer Zhang Zuolin (1875–1928). Na het Marco Polobrugincident van 1937, de aanleiding voor de Tweede Chinees-Japanse Oorlog, verhuisden zij naar de Verenigde Staten.